# Dalej Jazda!
Dalej Jazda! – polski komediodramat o cechach filmu drogi z 2024 roku w reżyserii Mariusza Kuczewskiego.

## Fabuła
„Dalej Jazda!” to pełna humoru i wzruszeń historia rodziny Gugulaków. Ich codzienność nabiera rozpędu, gdy seniorzy:  Ela i Józiek postanawiają wybrać się w sentymentalną podróż przez Polskę. Przygotowania do szalonej eskapady wspiera wnuczka Justyna, która niebawem urodzi ich prawnuka, oraz zgryźliwy sąsiad Antoni Kryska. Jednak troskliwy syn Andrzej ani myśli puścić rodziców w świat. Przebojowi staruszkowie kradną więc kultową nyskę z jego komisu i ruszają, by spełnić marzenia. Elżbieta i Józiek jadą na własnych zasadach: śmieją się, ryzykują i kochają, jakby mieli po 20 lat. To, co wydarzy się po drodze, zmieni nie tylko ich, ale zbliży całą rodzinę Gugulaków. 

## Obsada
- Marian Opania – Józef Gugulak
- Małgorzata Rożniatowska – Elżbieta Gugulak
- Mariusz Drężek – Andrzej Gugulak
- Anita Sokołowska – Barbara Gugulak
- Wiktor Zborowski – Antoni Kryska
- Julia Wieniawa-Narkiewicz – Justyna Gugulak
- Bartłomiej Firlet – Sebuś
- Magdalena Schejbal – Pielęgniarka
- Stanisław Brudny – Stanisław, pensjonariusz domu opieki
- Dominika Gwit-Dunaszewska – Ekspedientka w butiku
- Mateusz Banasiuk – policjant
- Mariusz Kuczewski – policjant
- Marta Bryła – kurierka
- Sławomir Mandes – kurier Bolesław